# 田野惠
田野惠（1968年12月28日—，日本女性配音員。東京俳優生活協同組合所屬。出身於福島縣。身高155cm。B型血。

## 人物
本名相同，現用藝名：。
1987年進入東京廣播學院，1990年加入經紀公司ARTSVISION，1997年起現所屬東京俳優生活協同組合。
音域：女低音。特長：廣東話。

## 演出
粗體字表示主要角色。

### 電視動畫
1990年
- 超級劍豪傳（イッケン）
- 鴉天狗KA·BU·TO（四神〈青龍〉）
- 三眼神童（奧賽姆[7]、和登貓）
- 至尊勇者（B、A／、布比）
- YAWARA！（田川）

1991年
- 朱古力小精靈（日语：おばけのホーリー）（鏡中妖怪）
- 猜拳人（麥克、白菜、小孩B）
- 閃電霹靂車（美紀）
- 21衛門（男孩子C）
- 意甲小旋風（日语：燃えろ!トップストライカー）（露卡）

1992年
- 踢向明天（日语：あしたへフリーキック）（桑切斯）
- 蠟筆小新（誠、湯姆）
- 小小男子漢（昇）
- 花的魔法使瑪麗貝爾（波比）
- 蜜柑繪日記（奥野道晴[8]、賢三）

1993年
- 秀逗泰山阿達♡（羅莎琳）

1994年
- 足球小將翼J（浦邊反次〈少年時期〉）
- Soccer Fever（日语：サッカーフィーバー）（葛頓）
- 麵包超人（豬夫）

1995年
- 麵包超人（らいおんこたつ）
- 櫻桃小丸子 (第2期)（1995年－，野口笑子[9]、中島〈第2代〉、城崎姬子〈初代〉、小杉太的母親、澡堂收錢的老奶奶、川田幸子、朋子的母親）
- 羅密歐的藍天（巴特羅、保里諾）

1996年
- 天才寶貝（6年級男生C）
- 蠟筆小新（兔子老大）
- 超者萊汀（日语：超者ライディーン）
- 熱鬥小馬（的哥哥）
- 宇宙小毛球（女王様）

1997年
- 天才小魚郎（B·B[10]）
- 機械女神J（レオパルド）
- 爆笑吸血鬼'99（天之川奇拉拉）

1998年
- 天才小魚郎RV（B·B[11]）

1999年
- 數碼寶貝大冒險（蜘蛛獸）

2000年
- 第一神拳（宮田一郎〈小時候〉）
- 魔法悟空（三藏）

2001年
- The Soul Taker ～魂狩～（日语：The Soul Taker 〜魂狩〜）（秘書）
- 麵包超人（御強妹妹（日语：おこわ））

2004年
- SAMURAI 7（歐卡拉）
- MONSTER（少年）

2007年
- GR-GIANT ROBO-（少年）

2008年
- 閃電十一人（壁山塀吾郎、佐久間次郎、大部信、漫畫萌）

2009年
- 閃電十一人（梅田陽海、吹雪兄弟的母親、筑紫國光、東江矢須雄、鳥羽蓮／）

2010年
- 閃電十一人（フクさん）

2011年
- 閃電十一人GO（三國太一的母親、西野空宵一、佐久間次郎）

2012年
- 閃電十一人GO（壁山塀吾郎）
- 塔瑪可吉！（石叭吉）

2013年
- 海螺小姐（星的母親）

2014年
- 名偵探柯南（河名澄香）

2017年
- Classica Loid（房東）

2018年
- 閃電十一人 戰神的天秤（2018～2019，壁山塀吾郎、佐久間次郎）

### 電影動畫
1998年
- 藍色恐懼[12]

2000年
- 看見風的少年（日语：風を見た少年）（尼可）

2010年
- 劇場版 閃電十一人：最強軍團王牙來襲（壁山塀吾郎、佐久間次郎）

2011年
- 劇場版 閃電十一人GO：究極之絆 獅鷲獸（壁山塀吾郎）

2012年
- 劇場版 閃電十一人GO VS 紙箱戰機W（壁山塀吾郎、佐久間次郎）

2015年
- 櫻桃小丸子：來自義大利的少年（野口笑子）

### OVA
1988年
- 怪傑佐羅利
- 真·孔雀王

1992年
- 鴉天狗KA·BU·TO 黃金之眼的野獸（勘平）
- 破妖之劍（日语：破妖の剣）（薩丁）

1994年
- I·R·I·A ZEIRAM THE ANIMATION（日语：I・R・I・A ZEIRAM THE ANIMATION）（小孩A）
- 新·甜心戰士（珍）

1995年
- 黃金小子（男孩）

1996年
- 鐵腕女警（大嬸）

1997年
- （三井健太、田坂衣代）

2001年
- （河合）

### 網路動畫
- 小惠（2008年，橫田拓也&哲也〈小學時期〉[13]）
- 閃電十一人 Outer Code（2017年，佐久間次郎、壁山塀吾郎、店員）

### 遊戲
1998年
- 超級洛克人大冒險（日语：スーパーアドベンチャーロックマン）（電氣人、摧毀人、陀螺人）

1999年
- To Heart（雛山良太）

2008年
- 閃電十一人（壁山塀吾郎）

2009年
- 閃電十一人2 威脅的侵略者 烈火版／寒冰版（壁山塀吾郎、佐久間次郎）
- 櫻桃小丸子DS 小丸子的市鎮（野口笑子）

2010年
- 閃電十一人3 挑戰世界!! 閃光版／炸彈版（壁山塀吾郎、佐久間次郎）

2011年
- 閃電十一人 王牌前鋒（壁山塀吾郎、佐久間次郎）
- 閃電十一人 王牌前鋒2012 Xtreme（壁山塀五郎、佐久間次郎）
- 閃電十一人GO 光明／黑暗（西野空宵一、佐久間次郎、三國太一的母親、壁山塀五郎）

2012年
- 閃電十一人GO 王牌前鋒2013（壁山塀五郎、佐久間次郎）

### 廣播劇CD
- 閃電十一人 廣播劇CD 「復活的羈絆!!」（壁山塀吾郎）
- 十兵衛紅變化（日语：十兵衛紅変化）（幼少時期的飛丸）
- 集英社錄音卡帶書 JoJo的奇妙冒險 第1巻 空條承太郎晉見之卷
- BUD BOY（日语：BUD BOY） NACK5廣播劇CD（御大花將·蕾）
- 美少女纏組（日语：ファイアーウーマン纏組）（津島京介〈幼少時期〉）
- 蓬萊學園的初戀！（日语：蓬莱学園#CD）（學生）

### 外語配音

#### 電影
- 阿達一族大集合（英语：Addams Family Reunion）（帕斯利·亞當斯（英语：Pugsley Addams）〈傑瑞·梅辛（英语：Jerry Messing）〉）
- 綁架門前狗（英语：Barking Dogs Never Bite）（尹章美〈高水熙〉）
- 魔法電波（Soda Jerk的母親〈Dale Raoul〉）※DVD版。
- 遜咖冒險王（英语：Diary of a Wimpy Kid (film)）（Rowley Jefferson〈Robert Capron〉）※DVD版。
- 遜咖冒險王2（英语：Diary of a Wimpy Kid: Rodrick Rules (film)）（Rowley Jefferson〈Robert Capron〉）※STAR CHANNEL（日语：スター・チャンネル）版。
- 終極警探3（Dexter〈Michael Alexander Jackson〉）※朝日電視台版。
- 戰火遺孤（英语：Edges of the Lord）（Pyra〈Wojciech Smolarz〉）
- 驅魔人前傳（Joseph〈Remy Sweeney〉）
- 辣媽辣妹
- 奪命大反擊（英语：Gloria (1999 American film)）（Nicky〈Jean-Luke Figueroa〉）
- 勿忘我（少年時期的Robert "Bobby" Garfield〈安東·葉爾欽〉）
- 終極人質（英语：Hostage (2005 film)）（卡羅爾·弗洛雷斯〈瑪珍·荷登（英语：Marjean Holden）〉）※影碟版。
- 靈異魔咒 ※東京電視台版。
- 功夫
- 親愛的初戀（Albright老師〈Natasha Rothwell〉）
- 愛你情深（英语：Mad Love (1995 film)）（Adam Leland〈T.J. Lowther〉）
- 隨身變（英语：The Nutty Professor (1996 film)） ※日本電視台版。
- 潮女私房菜
- 少林足球（修女）
- 西雅圖夜未眠（Jessica〈Gaby Hoffmann〉）※富士電視台版。
- 冰雪女王（Chen〈Alexander Hoy〉）
- 親親小媽（英语：Stepmom (film)）
- 一家之鼠2（Wallace〈Angelo Massagli〉）
- 無敵浩克
- 奪命總動員 ※影碟版。
- 大魔域（英语：The NeverEnding Story (film)）（Lucas Mancini）
- 浴血叢林（Mariana〈羅莎里奧·道森〉）※DVD版。
- 秘密花園（Dickon Sowerby〈Andrew Knott〉）
- 水底情深（莎爾達·富勒〈奧克塔維亞·斯賓塞〉）
- 迷途知返
- 懸疑對戰（英语：Under Suspicion (2000 film)）（Sergeant Arias〈Marisol Calero〉）※影碟版。

#### 電視影集
- 警察世家
- 急診室的春天（奧比斯）
- 愛卡莉
- 北國風雲（英语：Northern Exposure）（瑪麗蓮·惠爾溫德〈伊萊恩·邁爾斯（英语：Elaine Miles）〉）
- 說不完的故事（英语：Tales from the Neverending Story）（盧卡斯〈斯蒂法諾·法斯蒂尼〉）

#### 動畫
- 太空奪旗（英语：Capture the Flag (film)）（馬蒂·法爾〈賈維爾·巴拉斯〉）
- 冰原歷險記3：恐龍現身
- 樂一通（亨利·霍克、馬克（英语：Goofy Gophers））
- 樂一通秀（亨利·霍克）
- 無敵炫悟空（三藏）
- 霹靂小旋風（赫克托·費利佩·科里奧／滑板小子〈阿萊娜·尤波奇〉）
- 企鵝與水晶
- 崔弟的高飛冒險（英语：Tweety's High-Flying Adventure）（亨利·霍克（英语：Henery Hawk））

### 旁白
- NEWS STATION（朝日電視台）

### 電視劇
- 絶対零度 ～特殊犯罪潜入搜查～ 第8話（客戶服務中心人員詢問客戶的聲音）

### 舞台
- GKDN Produce「Night Of The Living Hero」

### 其它
- 拜託了！排行榜 GOLD 2小時特別節目（日语：お願い!ランキング）（2012年1月21日）[注 2]
- Kis-My-魔gic（日语：キスマイ魔ジック）（2016年5月10日）

## 腳註

## 外部連結
- 東京俳優生活協同組合公式官網的聲優簡介 （页面存档备份，存于） （日語）